# Katholische Pfarrkirche Deutsch Kaltenbrunn

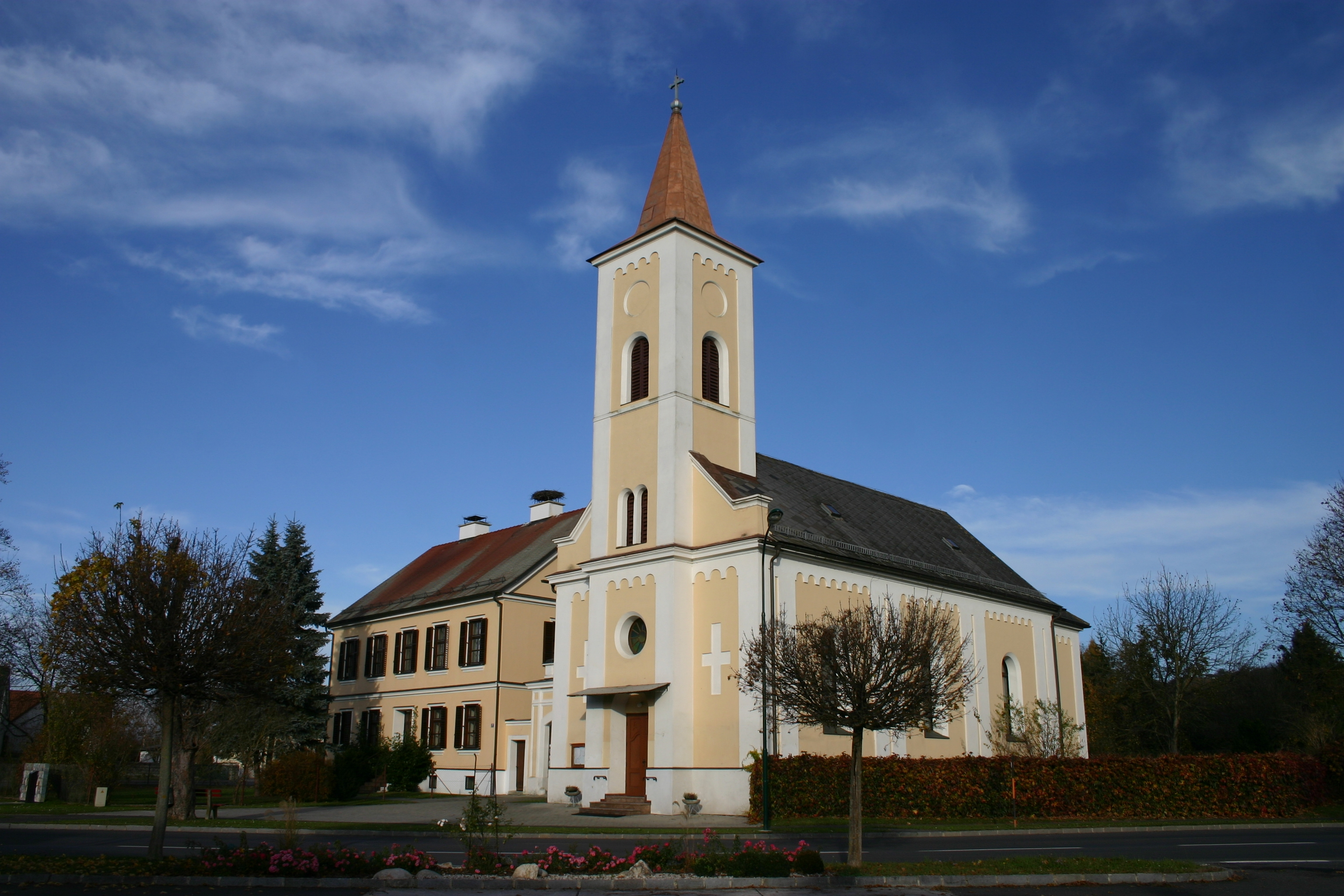
Nikolauskirche mit Pfarrhof

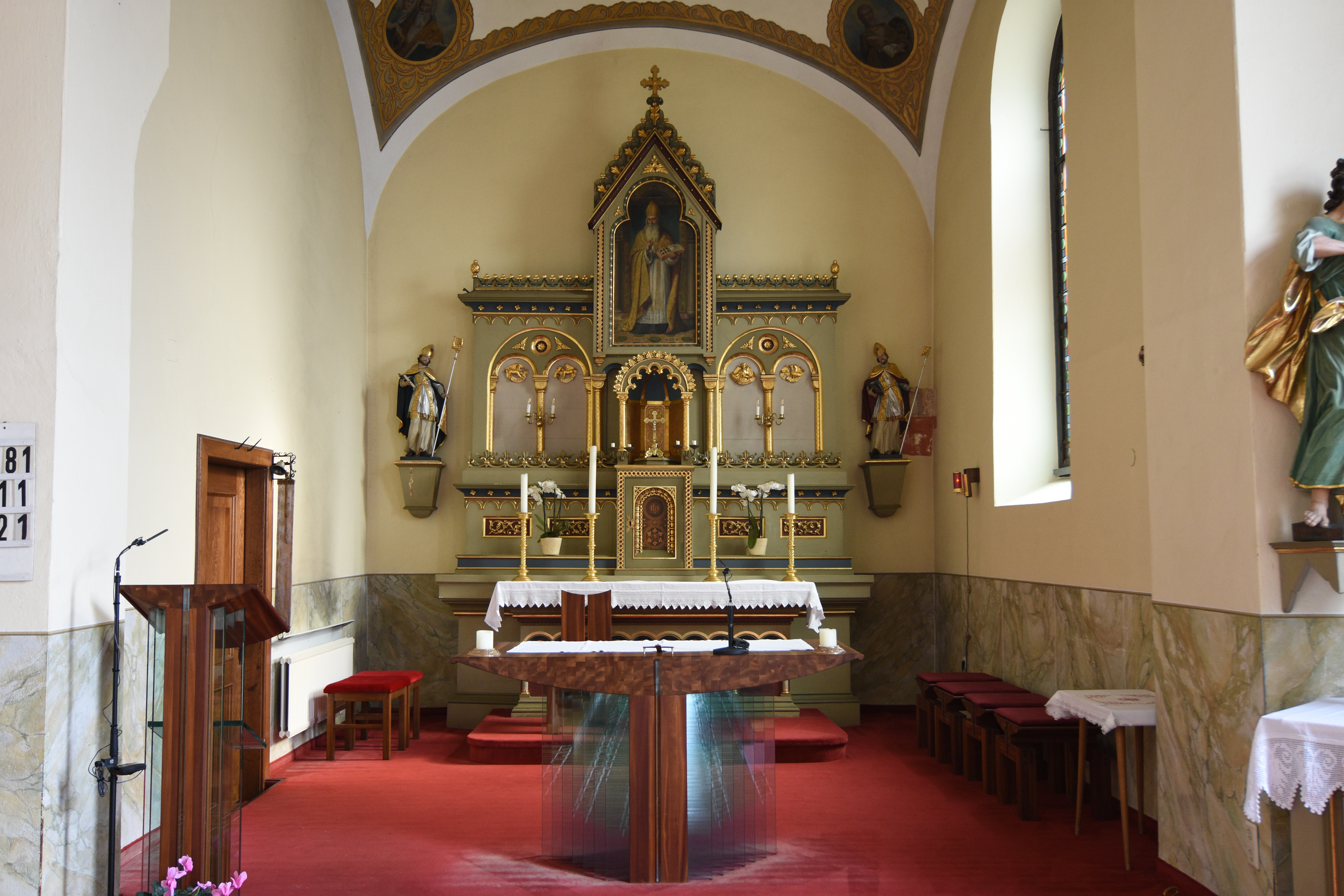
Der Altarraum

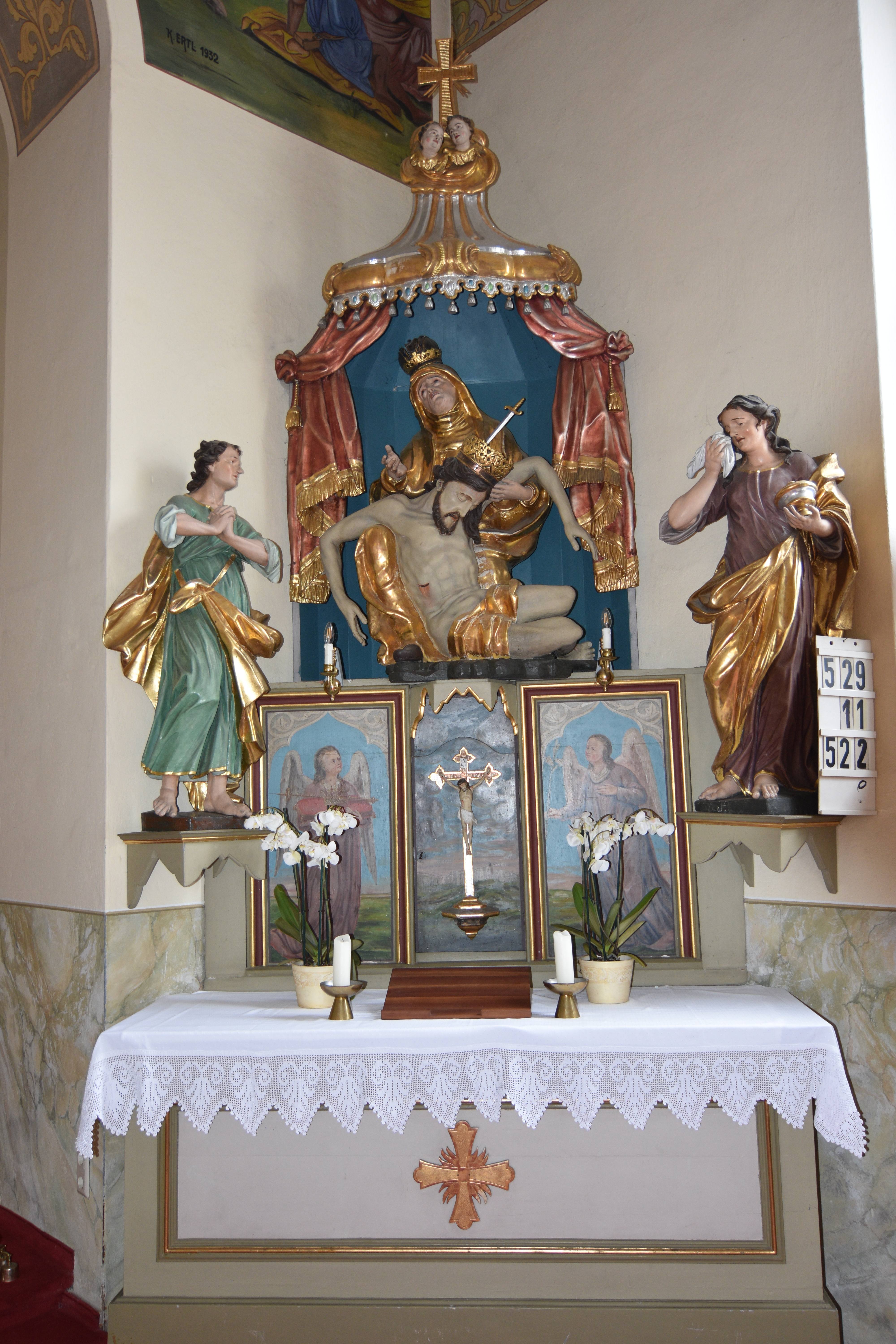
Der Seitenaltar

Die römisch-katholische Pfarrkirche Hl. Nikolaus steht in Deutsch Kaltenbrunn im Burgenland.
Für das Jahr 1531 ist die Weihe einer mittelalterlichen Kirche überliefert. Die heutige Pfarrkirche wurde um 1900 im neoromanischen Stil vermutlich mit Berücksichtigung älterer Bauteile errichtet. Die Saalkirche mit Flachdecke und flachem eingezogenem Chor und einem Fassadenturm im Westen wurde im Jahre 1974 restauriert.
Es gibt einen neoromanischen Hochaltar, an dessen Seiten barocke Statuen aus dem 18. Jahrhundert stehen, die den hl. Nikolaus von Bari und den hl. Nikolaus von Tolentino (?) darstellen. Beim rechten Seitenaltar gibt es eine barocke Statuengruppe aus dem 18. Jahrhundert mit Pietà und den Heiligen Johannes und Magdalena unter einem Baldachin. Der linke Seitenaltar trägt ein Ölbild Madonna im Rosenkranz vom Maler F. Rath aus dem Jahre 1881.